# Eleonora Barbora z Thun-Hohenštejna
Eleonora Barbora Kateřina z Thun-Hohenštejna (německy Eleonore Barbara Catharina Gräfin von Thun und Hohenstein, 4. května 1661, Praha nebo Vídeň – 10. února 1723, Vídeň) byla česko-rakouská šlechtična z hraběcího rodu Thun-Hohenštejnů a poté sňatkem též kněžna z Lichtenštejna.

## Život
Narodila se v Praze nebo ve Vídni jako dcera českého hraběte Michaela Osvalda z Thun-Hohenštejna a jeho druhé manželky, hraběnky Alžběty z Lodronu-Laterana (1635–1688), neteře salcburského knížete-arcibiskupa Parida z Lodronu.
Sňatkem s lichtenštejnským knížetem Antonínem Floriánem se stala též kněžnou z Lichtenštejna.

## Manželství a děti
15. října 1679 se Eleonora Barbora vdala za knížete Antonína Floriána z Lichtenštejna (1656–1721).
Z tohoto svazku vzešlo jedenáct dětí:
- František Agustin (1680–1681), zemřel v dětství.
- Eleonora (1681–1682), zemřela jako dítě.
- Antonie Marie (1683–1715), poprvé vdaná za hraběte Jana Adama z Lambergu (1677–1708), podruhé za hraběte Maxmiliána Ehrgotta z Kuefsteinu (1676 – 1728).
- Karel Josef (1685), narozen mrtvý.
- Antonín Ignác (1689–1690), zemřel v dětství.
- Josef Jan Adam (1690–1732), čtyřikrát ženatý.
- Inocent František (1693–1707), zemřel v mladistvém věku.
- Marie Karolína (1694–1735), vdaná za hraběte Františka Viléma ze Salm-Reifferscheidtu (1670–1734).
- Karel Josef (1697–1704), zemřel v dětství.
- Anna Marie (1699–1753), vdaná poprvé za hraběte Jana Arnošta z Thun-Hohenštejna (1694–1717), podruhé za svého bratrance, knížete Josefa Václava I. (1696–1772).
- Marie Eleonora (1703–1757), vdaná za hraběte Bedřicha Augusta z Harrachu-Rohrau (1696–1749).

Eleonora Barbora zemřela 15. dubna 1723 ve Vídni a byla pochována ve vídeňském Paulanerkirche. Později zde byla pohřbena také její dcera Anna Marie. Postupem času však byly hrobky v kostele zapečetěny a dnes jsou zřejmě ztraceny.